# Angela Portaluri
Angela Portaluri (Maglie, 5 marzo 1937 – Lecce, 28 ottobre 2024) è stata un'attrice italiana.

## Biografia
Attrice e modella, appare ne I mostri di Dino Risi, interpretando in uno degli episodi la moglie borgatara di Vittorio Gassman, e ne Il medico della mutua di Luigi Zampa.
Nel 1960 riveste anche il ruolo di Jole, figlia del ragioniere Antonio Guardalavecchia, personaggio interpretato da Totò nel film Chi si ferma è perduto.
Ha anche preso parte alla realizzazione di vari fotoromanzi, in particolare prodotti dalla casa editrice Lancio.

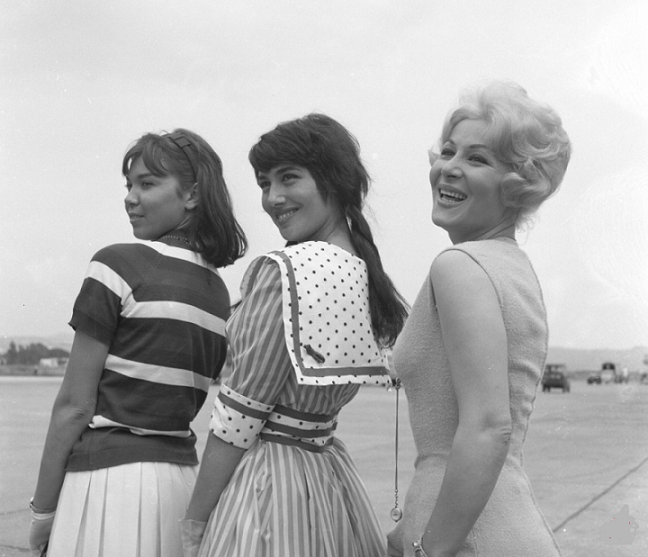
Angela Portaluri, al centro, tra Lilly Mantovani ed Eleonora Vargas nel 1959

Nel 1956 è stata la concorrente italiana al concorso di Miss Mondo, pur non avendo vinto il titolo di Miss Italia.
Risiedeva a Lecce.

## Filmografia parziale
- Timbuctù (Legend of the Lost), regia di Henry Hathaway (1957)
- Le avventure di Roby e Buck, regia di Gennaro De Dominicis (1958)
- Nella città l'inferno, regia di Renato Castellani (1959)
- La tigre di Eschnapur (Der Tiger von Eschnapur), regia di Fritz Lang (1959)
- Il sepolcro indiano (Das Indische Grabmal), regia di Fritz Lang (1959)
- Chi si ferma è perduto, regia di Sergio Corbucci (1960)
- Il mio amico Jekyll, regia di Marino Girolami (1960)
- La ragazza con la valigia, regia di Valerio Zurlini (1961)
- Il commissario, regia di Luigi Comencini (1962)
- La bellezza di Ippolita, regia di Giancarlo Zagni (1962)
- Che vitaccia, episodio di I mostri, regia di Dino Risi (1963)
- Amore all'italiana, regia di Steno (1966)
- Nato per uccidere, regia di Antonio Mollica (1967)
- Il medico della mutua, regia di Luigi Zampa (1968)
- Anche per Django le carogne hanno un prezzo, regia di Luigi Batzella (1971)
- Amico mio, frega tu... che frego io!, regia di Demofilo Fidani (1973)